# Метатрон
Метатрон (ивр. מטטרון‎) — ангел, высший среди всего сонма. Его имя появляется в Аггаде, упоминается в мистических текстах Каббалы и в раввинской литературе.
Согласно Третьей (Еврейской) книге Еноха Метатрон — это патриарх Енох, за свою праведность живым взятый на небо и поставленный во главе ангелов.

## Характеристика
Метатрон является, наряду с Шехиной, одним из «небесных посредников». Термин «Метатрон» включает в себя значения стража, господина, посланника; он — причина богоявления в чувственном мире. Метатрон наделён не только видом Милосердия, но и видом Справедливости. Он не только «Великий Священник» (Кохен ха-гадол), но и «Великий Князь» (Сар ха-гадол), и «вождь небесных ратей», то есть в нём олицетворены как принцип царской власти, так и основа жреческого или понтификального могущества, которой соответствует и его функция «посредника».
Согласно Раши: «Наши мудрецы говорили, что этот (ангел) Метатрон, ибо его имя подобно Имени его Властелина: его имя имеет то же числовое значение (314), что и Всесильный».

## Метатрон в культуре

### В литературе
- Метатрон — ангел, лорд-регент небесного царства в трилогии Филипа Пулмана «Тёмные начала».
- Метатрон — одно из действующих лиц романа Нила Геймана и Терри Пратчетта «Благие знамения».
- Метатрон — одно из действующих лиц лайт-новеллы Accel World японского писателя Рэки Кавахара.

### В манге и аниме
- Метатрон — самый сильный сефирот каббалы света в манге Сэйси Кисимото 666 Satan.
- Метатрон — один из архангелов в манге Мадока Такадоно[яп.] и Утако Юкихиро[яп.] «Принц преисподней: демоны и реалист», в прошлом — Енох, начавший Апокалипсис.
- Метатрон — дух Криса Венстара, одного из X-судей, в аниме Shaman King.
- Метатрон — магическое существо, созданное из множества духов огня одной из действующих лиц аниме «Печать ветра» Катериной Макдональд.
- Метатрон — один из ключевых персонажей и элементов мироздания (сохранил большинство своих религиозных характеристик) в манге Каори Юки «Обитель ангелов».
- Метатрон — «Ангел», воплощение силы Оригами Тобиичи в форме Духа из серии ранобэ/аниме «Date A Live».
- Метатрон — «Небесный секретарь», созвездие из группы абсолютного добра, второе лицо в раю, обладает огромной силой в новелле и манхве-адаптации «Всеведущий читатель».
- Метатрон — небесный архангел №5 и воплощение добродетели милосердия из оригинального аниме «Nanatsu no Bitoku».

### В играх
- Печать Метатрона упоминается в хоррор-игре Silent Hill 3.
- Метатрон является одним из мощнейших перевоплощений в игре R2 Online.
- Архангел Метатрон — один из легендарных боссов в игре Accel World.
- Metatron — персонаж легендарной редкости (SSR) в игре Kamihime Project R.
- Metatron — один из персонажей и боссов в серии игр Shin Megami Tensei.
- Mettaton — один из главных боссов в игре Undertale и, по всей видимости, это отсылка на архангела Метатрона.
- Метатрон, или же Писарь Небес — один из второстепенных персонажей лайт-новеллы Omniscient Reader's Viewpoint.

### Прочее
- Метатрона (в качестве «Божьего Гласа») сыграл Алан Рикман в фильме «Догма».
- Печать Метатрона или Метратона упоминается в фильме ужасов SIlent Hill 2 (2012).
- Метатрон — ангел, написавший Божье слово в сериале «Сверхъестественное»; в конце восьмого сезона он же низверг всех ангелов с Небес чтобы отомстить за своё изгнание, в 11-м сезоне перешёл на сторону добра и помогал в заточении Тьмы, сестры Бога. В итоге был уничтожен Тьмой.
- Metatron — название песни американской рок-группы The Mars Volta из альбома The Bedlam In Goliath (2008).
- Вокалист британской блэк-метал группы The Meads of Asphodel носит псевдоним «Metatron».
- Metatron — название песни death-metal группы Decrepit birth из альбома Polarity (2010).